# Marcin Jastrzębski (zm. 1754)
Marcin Jastrzębski herbu Ślepowron (zm. 1754) – sędzia ziemski łukowski w latach 1713–1754, podsędek łukowski w latach 1695–1713, cześnik owrucki, podstarości łukowski.
Był deputatem ziemi łukowskiej w generalnej konfederacji sandomierskiej 1704 roku.